# Casa Fotbalului

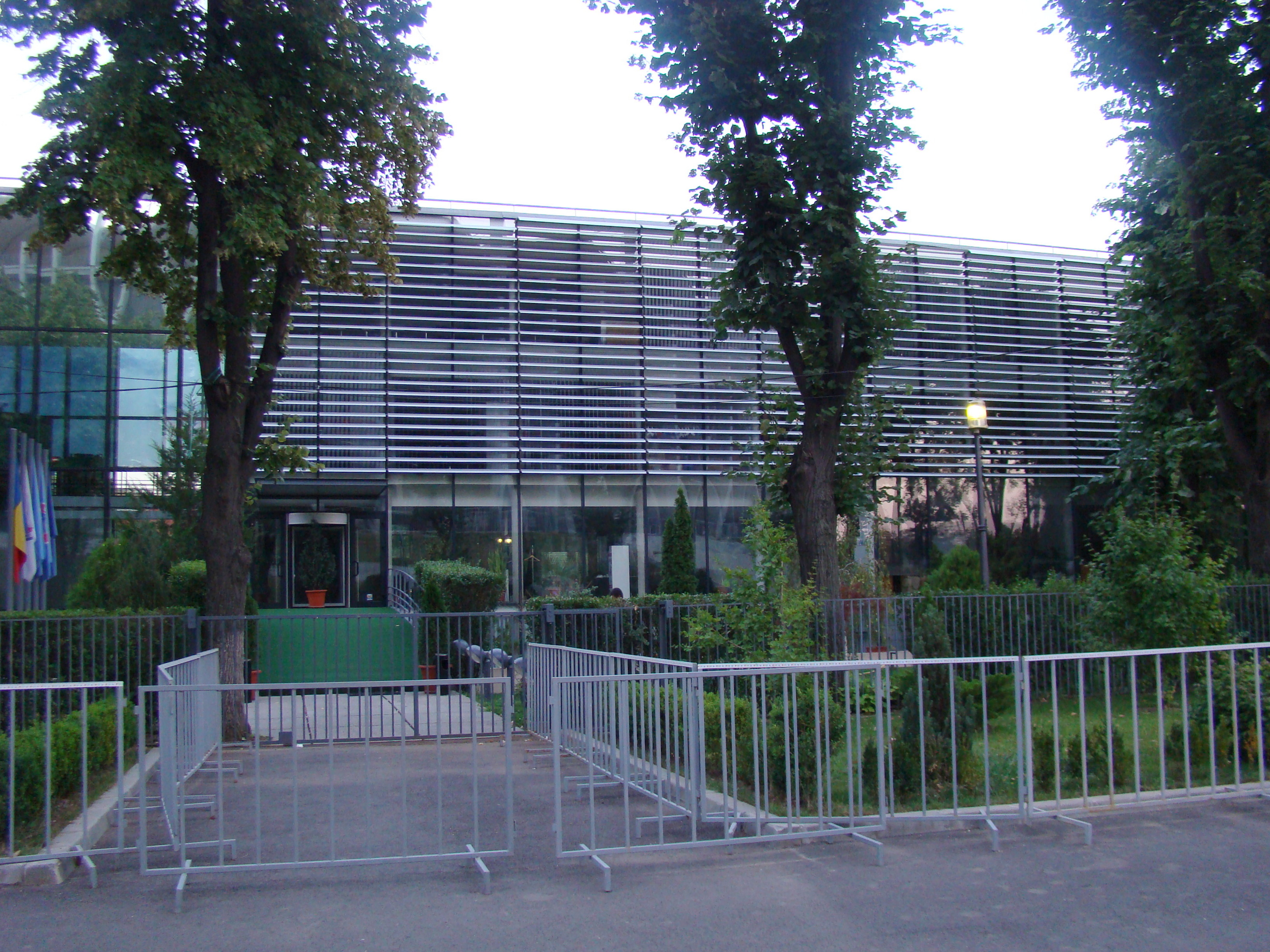
Casa Fotbalului (sediul Federației Române de Fotbal), foto: august 2013.

Casa Fotbalului este o construcție care adăpostește sediul Federației Române de Fotbal (FRF), fiind amplasată în Sectorul 2 al Bucureștiului, în Complexul Sportiv "Lia Manoliu" din Parcul Național. Construcția a fost ridicată între anii 2002-2004 după planurile întocmite de arhitecții Emil Barbu Popescu, Dragoș Perju, Remus Hârșan și Nemes Karoly. Clădirea găzduiește salariații FRF, precum și delegații echipelor de fotbal afiliate forului fotbalistic. 
Clădirea, un volum-bară, are patru etaje și este construită din sticlă și beton, acestea conferindu-i un contrast puternic. În interior, în centru, prezintă un atrium, în jurul căruia sunt amplasate în semicerc, o sală de conferințe, bufetul și o parte din birourile FRF. Casa Fotbalului se întinde pe o suprafață de 3.000 mp și a costat 1,3 milioane de euro.
Inaugurarea sediului FRF a avut loc în 22 august 2002, în prezența a trei oficialități din organizațiile internaționale de fotbal: Joseph Blatter - președintele FIFA, Joao Havelange - președintele onorific al FIFA și Lennart Johansson - președintele UEFA.
Arhitecții care au întocmit planurile clădirii au fost premiați în cadrul ediției a V-a a Bienalei de Arhitectură București 2002.

## Galerie de imagini

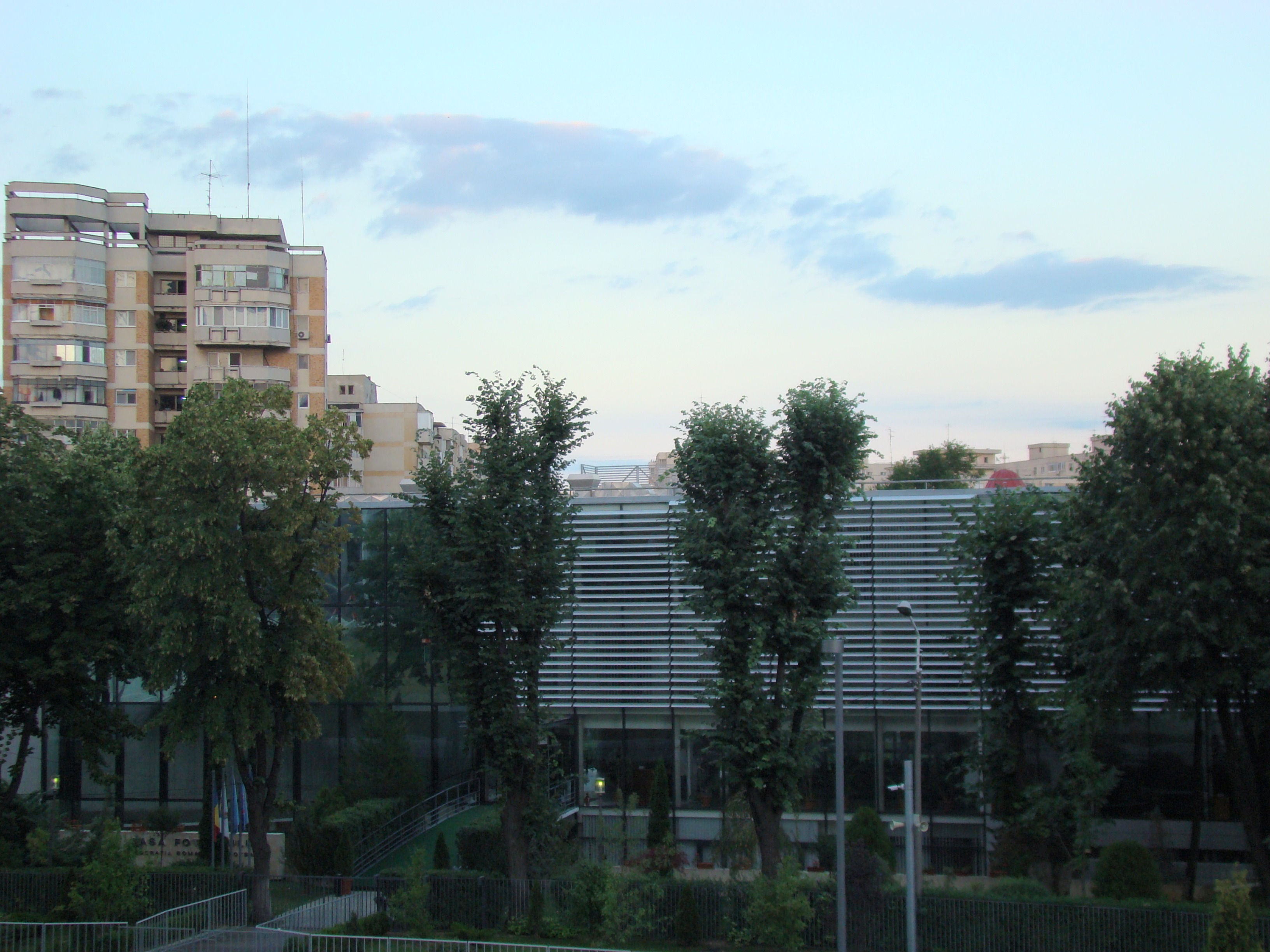
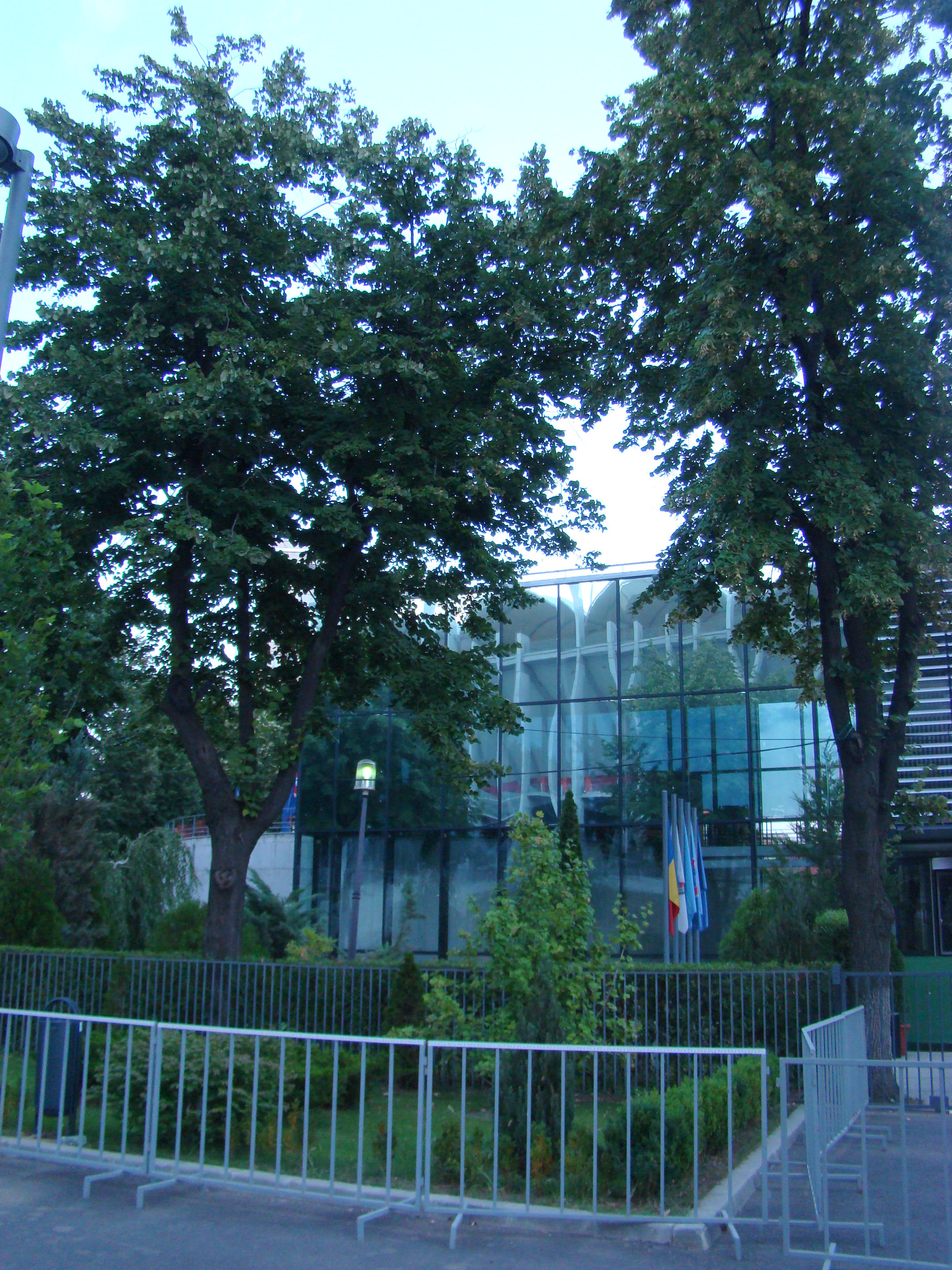
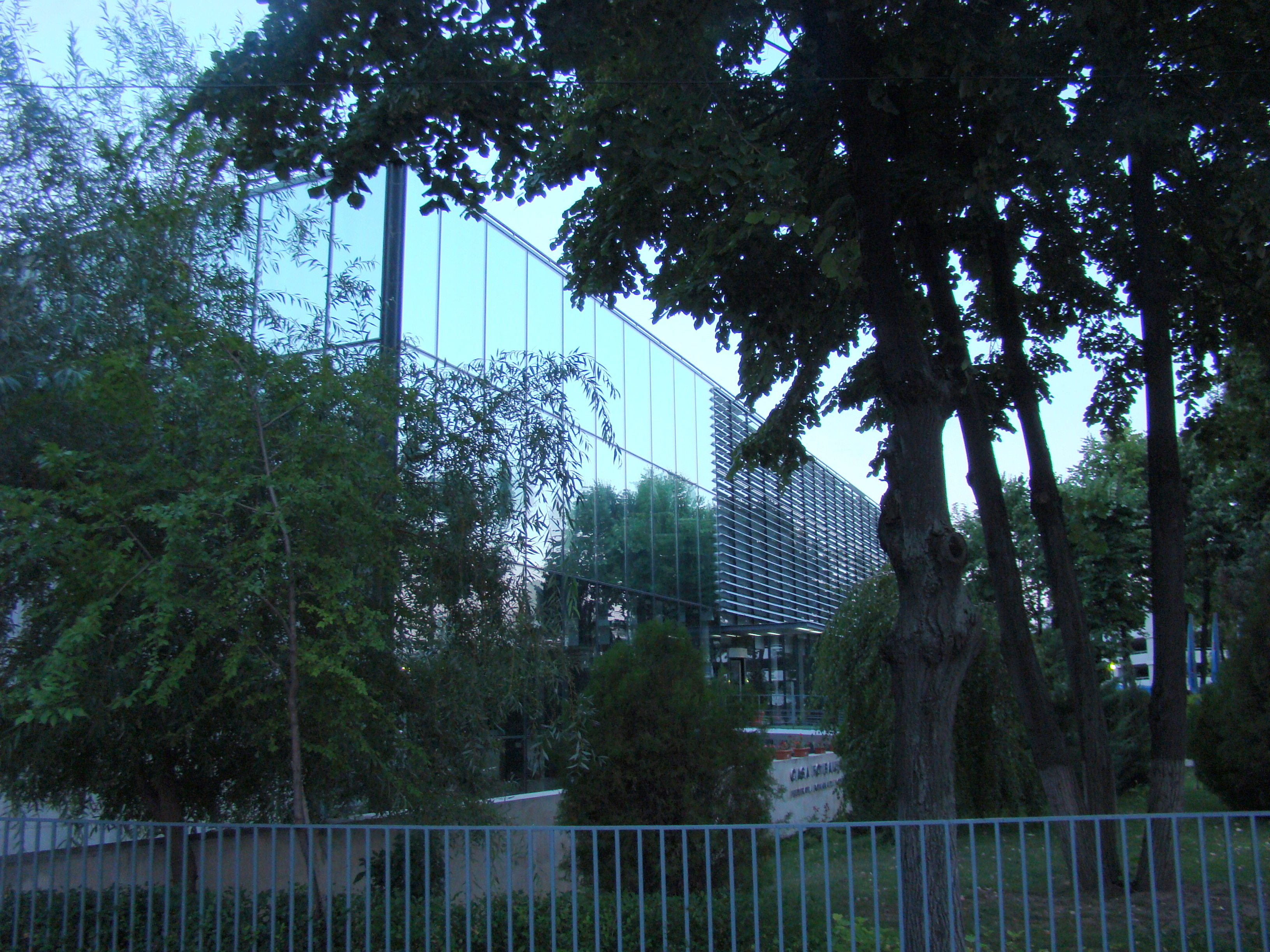
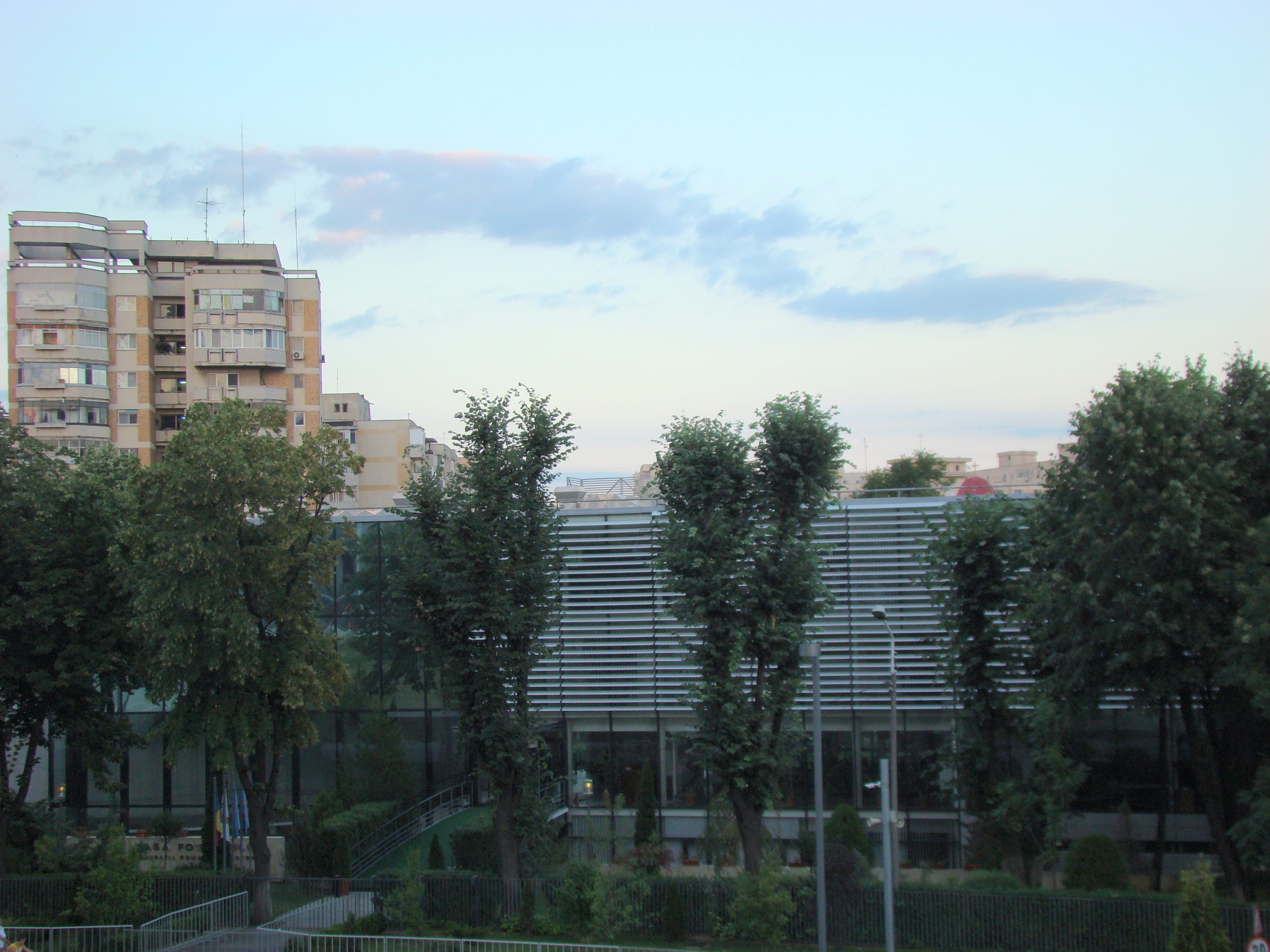